# 安化站
安化站（原站名坪口站），位于中华人民共和国湖南省益阳市安化县平口镇，是沪昆铁路上的火车站。车站由广州铁路集团娄底车务段管辖，该站是娄底车务段与怀化车务段的交界站，办理客货运业务，客流高峰主要集中在春运时期；货运办理整车货物到发，主要到发品为木材、矿建、金矿。站内设有通往娄底工务段料库、鑫鑫铁合金冶炼、平口港等单位的专用线:344。
安化站离安化县城直线距离超过40公里，公路超过100公里。前往县城除了汽车外，主要方式是在车站附近的平口码头乘船至柘溪港上陆换乘。从县城出发的话，则是坐长途汽车出行或者前往益阳市区坐火车更为经济。

## 历史
安化站作为湘黔铁路的一部分于1959年开工、1961年停工，1970年再次开工并于1971年10月竣工，当时站内设有3条到发线、1条正线、2座站台和一个候车室。1974年车站正式开始营运，同年车站新建面积4万平方米的货场:344。
1994年车站及上下行区间开始复线化，2001年更名安化站:344。

## 車站周邊
- 柘溪水库平口码头
- 资江大酒店
- 平口镇人民政府
- 娄益购物中心

## 外部連結
- 中国铁路客户服务中心（页面存档备份，存于）